# Kościół ewangelicko-augsburski w Juodkrantė
Kościół ewangelicko-augsburski w Juodkrantė (lit. Juodkrantės evangelikų liuteronų bažnyčia, obecnie również: Kościół św. Franciszka z Asyżu, Juodkrantės Pranciškaus Asyžiečio bažnyčia) – świątynia luterańska znajdująca się w Juodkrantė przy ul. L. Rėzos 56, zbudowana w 1885.

## Historia
Pierwszy (drewniany) kościół luterański wzniesiono na tych terenach w latach 70. XVIII wieku według projektu Klimkusa Grigalaitisa. Obecny murowany budynek powstał w 1885. Po II wojnie światowej kościół zamknięto umieszczając w nim m.in. Muzeum Miniatur (Miniatiūrų muziejus). Od 1989 świątynia jest wynajmowana przez katolików.